# أوتييه (كيبك)
أوتييه (بالإنجليزية: Authier, Quebec) هي بلدية محلية في كيبيك تقع في كندا في Abitibi-Ouest Regional County Municipality. يقدر عدد سكانها بـ 282 نسمة ومساحتها 142.10 كم2 .